# Baxter (Minnesota)
Baxter es una ciudad ubicada en el condado de Crow Wing en el estado estadounidense de Minnesota. En el Censo de 2010 tenía una población de 7610 habitantes y una densidad poblacional de 142,53 personas por km².

## Geografía
Baxter se encuentra ubicada en las coordenadas 46°20′15″N 94°16′58″O / 46.33750, -94.28278. Según la Oficina del Censo de los Estados Unidos, Baxter tiene una superficie total de 53.39 km², de la cual 47.63 km² corresponden a tierra firme y (10.79%) 5.76 km² es agua.

## Demografía
Según el censo de 2010, había 7610 personas residiendo en Baxter. La densidad de población era de 142,53 hab./km². De los 7610 habitantes, Baxter estaba compuesto por el 96.5% blancos, el 0.49% eran afroamericanos, el 0.46% eran amerindios, el 0.87% eran asiáticos, el 0.07% eran isleños del Pacífico, el 0.17% eran de otras razas y el 1.45% pertenecían a dos o más razas. Del total de la población el 1.08% eran hispanos o latinos de cualquier raza.